# Campeonato Italiano de Voleibol Feminino de 2023–24 - Primeira Divisão
A Liga Italiana de Voleibol Feminino de 2023–24 - Série A foi a 79ª edição desta competição organizado pela Lega Pallavolo Femminile Serie A, consórcio de clubes filiado à Federação Italiana de Voleibol (FIPAV) , por questões de patrocinadores chamada de "Serie A1 Tigotà". Participam do torneio catorze equipes provenientes de doze províncias italianas, ou seja, de Roma (província), Milão (província),  Cuneo (província), Novara (província),Florença (província), Trento (província autónoma), Pésaro e Urbino, Treviso (província), Turim (província),Cremona (província), Varese (província) e Bérgamo (província).
O Imoco Volley conquistou seu sétimo título ao vencer a série final diante do Pallavolo Scandicci e a oposto sueca Isabelle Haak foi premiada como melhor jogadora do campeonto.

## Equipes participantes
| Equipe Nome fantasia                                    | Cidade        | Ginásio                              | Capacidade | Temporada 2022/2023                                          |
| ------------------------------------------------------- | ------------- | ------------------------------------ | ---------- | ------------------------------------------------------------ |
| AGIL Volley Igor Gorgonzola Novara                      | Novara        | PalaTerdoppio Novara                 | 4 000      | 4º                                                           |
| Volley Bergamo Volley Bergamo 1991                      | Bérgamo       | PalaFacchetti Bérgamo                | 2 880      | 7º                                                           |
| Volleyball Casalmaggiore Trasportipesanti Casalmaggiore | Casalmaggiore | PalaRadi Cremona                     | 3 519      | 6º                                                           |
| Chieri '76 Volleyball Reale Mutua Fenera Chieri '76'    | Chieri        | PalaMaddalene Chieri                 | 1 200      | 5º                                                           |
| Cuneo Granda Volley Honda Olivero S.Bernardo Cuneo      | Cuneo         | PalaCastagnaretta Cuneo              | 4 700      | 11º                                                          |
| Azzurra Volley Firenze Il Bisonte Firenze               | Florença      | Palazzo Wanny Firenze                | 3 500      | 10º                                                          |
| Imoco Volley Prosecco Doc Imoco Conegliano              | Conegliano    | PalaVerde Villorba                   | 5 124      | 1º                                                           |
| Megavolley Megabox Ond. Savio Vallefoglia               | Vallefoglia   | PalaCampanara Pésaro                 | 2 000      | 9º                                                           |
| Pallavolo Pinerolo Wash4green Pinerolo                  | Pinerolo      | Palazzetto dello Sport (Monza) Monza | 4 500      | 12º                                                          |
| Vero Volley Milano Allianz Vero Volley Milano           | Monza         | Palalido Monza                       | 5 347      | 2º                                                           |
| Roma Volley Club Aeroitalia Smi Roma                    | Roma          | Palazzetto dello Sport (Roma) Roma   | 3 500      | 1º da fase classificatória do playoff da promoção (Serie A2) |
| Pallavolo Scandicci Savino Del Bene Scandicci           | Scandicci     | Palazzo Wanny Firenze                | 3 500      | 3º                                                           |
| Trentino Volley Itas Trentino                           | Trento        | PalaTrento Firenze                   | 4 000      | 1º do playoff da promoção (Serie A2)                         |
| Futura Volley Busto Arsizio Uyba Volley Busto Arsizio   | Busto Arsizio | PalaPiantanida Busto Arsizio         | 4 490      | 5º                                                           |

## Fase classificatória

### Classificação
- Vitória por 3 sets a 0 ou 3 a 1: 3 pontos para o vencedor;
- Vitória por 3 sets a 2: 2 pontos para o vencedor e 1 ponto para o perdedor.
- Não comparecimento, a equipe perde 2 pontos.
- Em caso de igualdade por pontos, os seguintes critérios servem como desempate: número de vitórias, média de sets e média de pontos.

|  |                                                       |
|  | Equipes classificadas para às quartas-de-final.       |
|  | Equipes que disputarão a permanência ou rebaixamento. |

|     |                             |     | Jogos | Jogos | Jogos | Resultados | Resultados | Resultados | Resultados | Resultados | Resultados | Sets | Sets | Sets  | Pontos | Pontos | Pontos |
| Pos | Equipe                      | Pts | T     | V     | D     | 3–0        | 3–1        | 3–2        | 2–3        | 1–3        | 0–3        | V    | P    | R     | V      | P      | R      |
| --- | --------------------------- | --- | ----- | ----- | ----- | ---------- | ---------- | ---------- | ---------- | ---------- | ---------- | ---- | ---- | ----- | ------ | ------ | ------ |
| 1   | Imoco Volley                | 75  | 26    | 26    | 0     | 15         | 8          | 3          | 0          | 0          | 0          | 78   | 14   | 5.571 | 2243   | 1792   | 1.252  |
| 2   | Pallavolo Scandicci         | 63  | 26    | 22    | 4     | 12         | 6          | 4          | 1          | 1          | 2          | 69   | 26   | 2.654 | 2230   | 1876   | 1.189  |
| 3   | Vero Volley Milano          | 60  | 26    | 21    | 5     | 10         | 6          | 5          | 2          | 1          | 2          | 68   | 31   | 2.194 | 2303   | 2024   | 1.138  |
| 4   | AGIL Volley                 | 56  | 26    | 19    | 7     | 8          | 10         | 1          | 0          | 5          | 2          | 62   | 33   | 1.879 | 2248   | 2042   | 1.101  |
| 5   | Chieri '76 Volleyball       | 48  | 26    | 15    | 11    | 9          | 5          | 1          | 4          | 4          | 3          | 57   | 40   | 1.425 | 2245   | 2116   | 1.061  |
| 6   | Pallavolo Pinerolo          | 37  | 26    | 12    | 14    | 4          | 4          | 4          | 5          | 4          | 5          | 50   | 54   | 0.926 | 2239   | 2335   | 0.959  |
| 7   | Megavolley                  | 37  | 26    | 12    | 14    | 6          | 5          | 1          | 2          | 5          | 7          | 45   | 49   | 0.918 | 2046   | 2131   | 0.960  |
| 8   | Roma Volley Club            | 37  | 26    | 12    | 14    | 2          | 5          | 5          | 6          | 0          | 8          | 48   | 57   | 0.842 | 2229   | 2326   | 0.958  |
| 9   | Volleyball Casalmaggiore    | 31  | 26    | 10    | 16    | 3          | 5          | 2          | 3          | 7          | 6          | 43   | 57   | 0.754 | 2180   | 2239   | 0.974  |
| 10  | Azzurra Volley Firenze      | 30  | 26    | 11    | 15    | 4          | 3          | 4          | 1          | 7          | 7          | 42   | 56   | 0.750 | 2138   | 2258   | 0.947  |
| 11  | Futura Volley Busto Arsizio | 24  | 26    | 7     | 19    | 3          | 4          | 0          | 3          | 9          | 7          | 36   | 61   | 0.590 | 2040   | 2221   | 0.919  |
| 12  | Volley Bergamo              | 19  | 26    | 5     | 21    | 1          | 3          | 1          | 5          | 8          | 8          | 33   | 68   | 0.485 | 2120   | 2338   | 0.907  |
| 13  | Cuneo Granda Volley         | 18  | 26    | 7     | 19    | 1          | 1          | 5          | 2          | 10         | 7          | 35   | 68   | 0.515 | 2132   | 2333   | 0.914} |
| 14  | Trentino Volley             | 11  | 26    | 3     | 23    | 0          | 2          | 1          | 3          | 6          | 14         | 21   | 73   | 0.288 | 1892   | 2254   | 0.839} |

## Playoffs
|  | Quartas-de-final                 | Quartas-de-final                 | Quartas-de-final                 | Quartas-de-final                 | Quartas-de-final                 |   |                    | Semifinais              | Semifinais              | Semifinais              | Semifinais              | Semifinais              |  |  | Final                    | Final                    | Final                    | Final                    | Final                    | Final                    | Final                    |
|  | 27 de março a 3 de abril de 2024 | 27 de março a 3 de abril de 2024 | 27 de março a 3 de abril de 2024 | 27 de março a 3 de abril de 2024 | 27 de março a 3 de abril de 2024 |   |                    | 6 a 13 de abril de 2024 | 6 a 13 de abril de 2024 | 6 a 13 de abril de 2024 | 6 a 13 de abril de 2024 | 6 a 13 de abril de 2024 |  |  | 17 a 27 de abril de 2024 | 17 a 27 de abril de 2024 | 17 a 27 de abril de 2024 | 17 a 27 de abril de 2024 | 17 a 27 de abril de 2024 | 17 a 27 de abril de 2024 | 17 a 27 de abril de 2024 |
|  |                                  |                                  |                                  |                                  |                                  |   |                    |                         |                         |                         |                         |                         |  |  |                          |                          |                          |                          |                          |                          |                          |
|  | 1°                               | Imoco Volley                     | 3                                | 3                                | -                                |   |                    |                         |                         |                         |                         |                         |  |  |                          |                          |                          |                          |                          |                          |                          |
|  | 8°                               | Roma Volley Club                 | 0                                | 0                                | -                                |   |                    |                         |                         |                         |                         |                         |  |  |                          |                          |                          |                          |                          |                          |                          |
|  | 8°                               | Roma Volley Club                 | 0                                | 0                                | -                                |   | 1°                 | Imoco Volley            | 3                       | 2                       | 3                       |                         |  |  |                          |                          |                          |                          |                          |                          |                          |
|  |                                  |                                  |                                  |                                  |                                  |   | 1°                 | Imoco Volley            | 3                       | 2                       | 3                       |                         |  |  |                          |                          |                          |                          |                          |                          |                          |
|  |                                  | 4°                               | AGIL Volley                      | 0                                | 3                                | 0 |                    |                         |                         |                         |                         |                         |  |  |                          |                          |                          |                          |                          |                          |                          |
|  | 4°                               | 4°                               | AGIL Volley                      | 0                                | 3                                | 0 | AGIL Volley        | 2                       | 3                       | 3                       |                         |                         |  |  |                          |                          |                          |                          |                          |                          |                          |
|  | 4°                               |                                  |                                  |                                  |                                  |   | AGIL Volley        | 2                       | 3                       | 3                       |                         |                         |  |  |                          |                          |                          |                          |                          |                          |                          |
|  | 5°                               | Chieri '76 Volleyball            | 3                                | 0                                | 1                                |   |                    |                         |                         |                         |                         |                         |  |  |                          |                          |                          |                          |                          |                          |                          |
|  |                                  |                                  |                                  |                                  |                                  |   |                    |                         |                         |                         |                         |                         |  |  | 1°                       | Imoco Volley             | 2                        | 3                        | 3                        | 3                        | -                        |
|  |                                  |                                  | 2°                               | Pallavolo Scandicci              | 3                                | 2 | 1                  | 1                       | -                       |                         |                         |                         |  |  |                          |                          |                          |                          |                          |                          |                          |
|  | 2°                               | Pallavolo Scandicci              | 3                                | 3                                | -                                |   |                    |                         |                         |                         |                         |                         |  |  |                          |                          |                          |                          |                          |                          |                          |
|  | 7°                               | Megavolley                       | 1                                | 0                                | -                                |   |                    |                         |                         |                         |                         |                         |  |  |                          |                          |                          |                          |                          |                          |                          |
|  | 7°                               | Megavolley                       | 1                                | 0                                | -                                |   | 2°                 | Pallavolo Scandicci     | 3                       | 3                       | -                       |                         |  |  |                          |                          |                          |                          |                          |                          |                          |
|  |                                  |                                  |                                  |                                  |                                  |   | 2°                 | Pallavolo Scandicci     | 3                       | 3                       | -                       |                         |  |  |                          |                          |                          |                          |                          |                          |                          |
|  |                                  | 3°                               | Vero Volley Milano               | 0                                | 0                                | - |                    |                         |                         |                         |                         |                         |  |  |                          |                          |                          |                          |                          |                          |                          |
|  | 3°                               | 3°                               | Vero Volley Milano               | 0                                | 0                                | - | Vero Volley Milano | 3                       | 3                       | -                       |                         |                         |  |  |                          |                          |                          |                          |                          |                          |                          |
|  | 3°                               |                                  |                                  |                                  |                                  |   | Vero Volley Milano | 3                       | 3                       | -                       |                         |                         |  |  |                          |                          |                          |                          |                          |                          |                          |
|  | 6°                               | Pallavolo Pinerolo               | 2                                | 1                                | -                                |   |                    |                         |                         |                         |                         |                         |  |  |                          |                          |                          |                          |                          |                          |                          |

## Classificação final
| Posição           | Equipe                      | Classificação                                              |
| ----------------- | --------------------------- | ---------------------------------------------------------- |
| Medalha de ouro   | Imoco Volley                | Liga dos Campeões da Europa de 2024-25 · Liga A1 2024/2025 |
| Medalha de prata  | Pallavolo Scandicci         | Liga dos Campeões da Europa de 2024-25 · Liga A1 2024/2025 |
| Medalha de bronze | Vero Volley Milano          | Liga dos Campeões da Europa de 2024-25 · Liga A1 2024/2025 |
| 4                 | AGIL Volley                 | Copa CEV de 2024-25 · Liga A1 2024/2025                    |
| 5                 | Chieri '76 Volleyball       | Challenge Cup de 2024-25 · Liga A1 2024/2025               |
| 6                 | Pallavolo Pinerolo          | Liga A1 2024/2025                                          |
| 7                 | Megavolley                  | Liga A1 2024/2025                                          |
| 8                 | Roma Volley Club            | Liga A1 2024/2025                                          |
| 9                 | Volleyball Casalmaggiore    | Liga A1 2024/2025                                          |
| 10                | Azzurra Volley Firenze      | Liga A1 2024/2025                                          |
| 11                | Futura Volley Busto Arsizio | Liga A1 2024/2025                                          |
| 12                | Volley Bergamo              | Liga A1 2024/2025                                          |
| 13                | Cuneo Granda Volley         | Série A2 2025                                              |
| 14                | Trentino Volley             | Série A2 2025                                              |

## Premiações
| Liga Italiana 2023-24                     |
| Vêneto                                    |
| ----------------------------------------- |
| Imoco Volley Campeão (7° título Italiano) |

### Individuais
As atletas que se destacaram individualmente foram: